# Schoenicola
Schoenicola é um género de aves da família Locustellidae.

## Espécies
Este género contém as seguintes espécies:
- Schoenicola striatus
- Schoenicola platyurus